# Henriett Seth-F.
Henriett Seth F. (Fajcsák Henrietta, de nacimiento: 27 de octubre de 1980, Eger) es una autista savant, poeta, escritora y artista húngara que se hizo mundialmente famosa con su libro Autizmussal önmagamba Zarva (Atrapada con mi autismo), antes de la edad de 30. En todo el mundo se llegó a conocer su historia, la de una niña con autismo y trastornos del corazón (como un prolapso mitral de la válvula mitral), con tres trastornos oculares (miopía, astigmatismo y estrabismo), enfermedades ortopédicas y otros trastornos físicos. Renunció a su carrera musical a la edad de 13 años, a la escritura creativa a los 25  y a la pintura antes de los 27 años. Llegó a sufrir tres enfermedades autoinmunes y, en 2009, fue diagnosticada de cáncer. Padrino dr. Janos Sekely (obispo, Hungría, obispo, Tribunal eclesiástico, juez, Túnez, 2007-).  
Bisabuelo Heinrich Stigler (Imperio austríaco). Bisabuela Maria Händel.  Padre Bela Fajcsak Fuerza de seguridad (Eger, Hungría). Nombre de confirmación Florida. Apodo= Princesa Vix. Monaguillo, Lector_(religión), Iglesia Católica (Eger, Hungría, 2023 -).  Henrietta Fajcsák será la fotógrafa voluntaria de Austria a partir de 2024. Desde 2025, Henriett es integrante de Creative Industries Styria en Graz, Austria.

## Biografía
Henriett es de ascendencia austrohúngara.  Seth no hacía contacto visual en su infancia. En 1987, todas las escuelas primarias en su ciudad la rechazaron debido a sus problemas de comunicación. Se inscribió en una clase de música y  arte, pero como nunca llegó a cantar, en 1989 fue enviada a una escuela primaria para alumnos con discapacidad mental.
Tocaba la flauta desde los 8 años, el contrabajo desde los 10, y hasta los 13 años participó en muchos conciertos del Helyorsegi Klub, para después renunciar completamente. Fue creadora de arte visual, poesía y escritora en su infancia, atenuada por lo que hoy llamamos autismo y síndrome del sabio. A los 18 años, ganó el premio húngaro Géza Gárdonyi, y a los 20, logró el primer lugar en la International Literature Competition.
Edad adulta 
Educación 
Ganó el Premio Géza Gárdonyi a los 18 años por su arte y literatura. Henriett fue al colegio Eszterházy Károly a los 18 años a la Institución de Psicología. Tiene un coeficiente intelectual de Raven por encima de 140 y un coeficiente intelectual de la Prueba de Inteligencia Magyar Wechsler (MAWI) por encima de 120, con parte de algunos por debajo del coeficiente intelectual 90, por lo que fue considerada una autista sabia. [8]
Carrera de escritura 
Henriett fue invitado al documental de Friderikusz Sándor [9] , a Szólás Szabadsága ("Libertad de expresión"), en 2005, que fue visto por 700,000 personas. Este documental se tituló Esőlány ("Rain Girl"). En 2006 Henriett escribió una novela, Autizmus - Egy másik világ ("Autismo - Otro mundo"). Ese trabajo fue publicado por la Universidad de Pécs , en la antología New Galaxy. Henriett ganó el sexto lugar en el Concurso Internacional de Literatura en 2000, a la edad de 19 años. En primer lugar llegó en 2001, a los 20 años (por la Alianza Internacional de Escritores Húngaros).
Mostró su última obra de arte en la Biblioteca Pública Brody Sandor en junio de 2007. [10] [11] [12] Abandonó la escritura creativa por completo a la edad de 25 años y también abandonó la pintura creativa por completo antes de los 27 años. [ 13] En 2005, escribió un libro, Autizmussal önmagamba zárva ("Cerrado en mí mismo con autismo"), que fue publicado por el Grupo Húngaro de Investigación sobre el Autismo y el Ministerio del Patrimonio Cultural Nacional.
Monodramas 
En 2010, Orlai Produkciós Iroda realizó un monodrama , Nemsenkilény, monológicamente nemmindegyembereknek ("Notanobodycreature"), del libro de Henriett Seth F. El libro de texto contiene detalles de Donna Williams 's Nobody Nowhere: la extraordinaria autobiografía de una niña autista pocas líneas, Birger Sellin 's no quiere estar más dentro de mí: mensajes de la mente autista pocas líneas y algunas líneas de Mark Haddon : El curioso incidente del perro en la noche. Eso jugó en Esztergom , Budapest , Pécs , Tatabánya , Székesfehérvár y Egerteatros y de ella documental televisivo en Televisión húngara, 2010, [14] [15] [16] y Budapest , Gyöngyös en 2011. Henriett Seth F. ' La vida y las artes se pueden comparar con la vida y las artes de Arthur Rimbaud después de los años del síndrome de la niñez sabia de "Little Wassily Kandinsky ". [17]
Fin de carrera 
Abandonó por completo la carrera de música creativa a los 13 años, la escritura creativa a los 25 años y también abandonó la pintura creativa antes de los 27 años. Henriett Seth F. ' La vida y las artes se pueden comparar con la vida y las artes de Arthur Rimbaud después de los años del síndrome de la niñez sabia de "Little Wassily Kandinsky ". El efecto universal de Henriett de todo lo que ahora llamamos autismo y síndrome sabio . y Consejo Nacional de Apoyo a Talentos, Consejo de Apoyo a Talentos Educativos Particulares, Budapest , Hungría : Henriett Seth F. - The Rain Girl Artist. [18]
Discapacidades 
Seth tiene autismo infantil, prolapso de la válvula mitral , miopía , astigmatismo , estrabismo , tres trastornos autoinmunes , enfermedades ortopédicas y otros trastornos físicos.
Obras 
En húngaro 
Henriett Seth F. ' s poemas inéditos de su infancia y adolescencia antes de los 25 años con el título Puede ser ... ; otoño ; Bueno, no hables este niño ; Algo fácil de escribir y dulce ; A lo lejos ; En silencio ; En alguna parte ; Un sueño en una jaula ; Liberación de la esclavitud del alma y del Poema al patrón , en el título 2º Existencia, infinito y los años mundiales entre (1989–2005) [19] [20] [21] [22] [23] [24] [25 ] [26]
Ganador del XII y XIII Concurso Internacional de Literatura (2000–2001) Alianza Internacional de Escritores Húngaros [27]
Novelas a la nueva cara periódica, (2001)
Autizmussal önmagamba zárva ("Cerrado en mí mismo con autismo") por Henriett Seth F. al Grupo de Investigación sobre el Autismo Húngaro y al Ministerio del Patrimonio Cultural Nacional (2005) [28]
Autizmus - Egy másik világ ("Autismo - Otro mundo") de Henriett Seth F. a la Universidad de Pécs (2006) [29] [30] [31] [32]
Novela al periódico Esőember ("Rain Man") (2006) de Henriett Seth F. de la vida de su jardín de infantes, escuela primaria y Eszterhazy College [33] [34] [35]
Exposiciones 
Henriett Seth F. ' s pinturas y galerías en la Casa de las Artes y la Biblioteca Pública Brody Sandor, Eger , 1993–2007 [10] [11] [12]
Documentales de TV 
Henriett Seth F. sobre los primeros videos digitalizados de autismo infantil y síndrome de savant en Hungría sobre investigaciones y desarrollo del lenguaje con sus fotos de pinturas del Hungarian Autism Research Group, 2002 [6]
Friderikusz Sándor .: "Seth F. Henriett: Esőlány", ("La niña de la lluvia") - Libertad de expresión, Televisión húngara , 2005 [36] [37]
Monodrama del libro de Henriett Seth F .: Nemsenkilény, monológicamente nemmindegyembereknek [14]
Teatros 
Monodrama del libro de Henriett Seth F., el libro de texto contiene detalles de Donna Williams , Birger Sellin y Mark Haddon : Nemsenkilény, monológicamente nemmindegyembereknek ("Notanobodycreature") en el Teatro Esztergom de Orlai Produkciós Iroda, 2010 [38]
Monodrama del libro de Henriett Seth F., el libro de texto contiene detalles de Donna Williams , Birger Sellin y Mark Haddon : Nemsenkilény, monológicamente nemmindegyembereknek ("Notanobodycreature") en Budapest Trafó House of Contemporary Arts de Orlai Produkciós Iroda, 2010, 2011 [39] [40]
Monodrama del libro de Henriett Seth F., el libro de texto contiene detalles de Donna Williams , Birger Sellin y Mark Haddon : Nemsenkilény, monológicamente nemmindegyembereknek ("Notanobodycreature") en el Teatro Harmadik de Pécs de Orlai Produkciós Iroda, 2010 [41]
Monodrama del libro de Seth Henriett F., libro de texto contiene detalles de Donna Williams , Birger Sellin y Mark Haddon : Nemsenkilény, MONOLOG nemmindegyembereknek ( "Notanobodycreature") en Tatabánya 's Jászai Mari Teatro por Orlai Produkciós Iroda de 2010 [42]
Monodrama del libro de Henriett Seth F., el libro de texto contiene detalles de Donna Williams , Birger Sellin y Mark Haddon : Nemsenkilény, monológicamente nemmindegyembereknek ("Notanobodycreature") en Székesfehérvár 's Vörösmarty Theatre de Orlai Produkciós Iroda, 2010 [43] [43]
Monodrama del libro de Henriett Seth F., el libro de texto contiene detalles de Donna Williams , Birger Sellin y Mark Haddon : Nemsenkilény, monológicamente nemmindegyembereknek ("Notanobodycreature") en Eger 's Gárdonyi Géza Theater de Orlai Produkciós Iroda, 2010 [44]
Monodrama de libro de Henriett Seth F., libro de texto contiene detalles de Donna Williams , Birger Sellin y Mark Haddon : Nemsenkilény, MONOLOG nemmindegyembereknek ( "Notanobodycreature") en Budapest 's Radnóti Színház por Orlai Produkciós Iroda, 2011 [45]
Monodrama del libro de Henriett Seth F., el libro de texto contiene detalles de Donna Williams , Birger Sellin y Mark Haddon : Nemsenkilény, monológicamente nemmindegyembereknek ("Notanobodycreature") en Gyöngyös 's Mátra Művelődési Központ por Orlai Produkciós Iroda, 2011 ] [ 2011 ] [ 2011 ]
Crítica 
Este artículo está en formato de lista , pero puede leerse mejor como prosa . Puede ayudar convirtiendo este artículo , si corresponde. La ayuda de edición está disponible. (diciembre de 2011)
El libro de Henriett Seth F. Autizmussal önmagamba zárva ("Cerrado en mí mismo con autismo") por Alliance Safeguarding for Hungarian Autistic Children and Adults [47]
El libro de Henriett Seth F. Autizmussal önmagamba zárva ("Cerrado en mí mismo con autismo") y Henriett Seth F. de Börcsök Enikő, título con Megoszthatatlan belső magány ("Soledad interna indivisible") [48]
El libro de Henriett Seth F. Autizmus - Egy másik világ ("Autismo - Otro mundo") por la revista Solaria Science Fiction [31]
Ver también 
Arte autista
Sabio autista
Lista de niños prodigios
Lista de prodigios musicales
Lista de seudónimos
Ver también 
[6] [ Archivado el 25 de febrero de 2008 en el artículo de Wayback Machine (Rain Girl) de Henriett Seth F.] - Contiene biografía de Henriett, pinturas y fotos del Dr. Darold Treffert [49]
Película documental de Henriett Seth F. - Contiene autismo y síndrome savant de Henriett, título con Esőlány ("The Rain Girl") - Libertad de expresión en la televisión húngara por Friderikusz Sandor, 2005 [36] [37]
Referencias 
"Henriett Seth F .: Rain Girl - Sociedad médica de Wisconsin" . Sociedad Médica de Wisconsin . Consultado el 11 de abril de 2018 .
```
http://www.felsovaros.hu/?module=cNews2&c=showNews&catid=1
```

"általános iskola - Móra Ferenc Általános Iskola és Előkészítő Szakiskola - Cím: 3300 Eger, Bem tábornok út 3" . Holmivan.valami.info . Consultado el 1 de marzo de 2014 .
"Hübners quién es quién" . Whoiswho-verlag.ch. Archivado desde el original el 5 de marzo de 2014 . Consultado el 1 de marzo de 2014 .
"Barczi Edina (Palatinné)" . Nagybogo.hu . Consultado el 1 de marzo de 2014 .
```
"iCloud" . Gallery.me.com . Consultado el 1 de marzo de 2014 .
```

"Üdvözöljük a Művészetek Háza Eger honlapján!" . Muveszetekhaza.agria.hu . Consultado el 1 de marzo de 2014 .
"Magyar Államkincstár - Fogyatékossági támogatás" . Allamkincstar.gov.hu . Consultado el 1 de marzo de 2014 .[ enlace muerto permanente ]
"Friderikusz" . Player.vimeo.com . Consultado el 1 de marzo de 2014 .
```
"Copia archivada" . Archivado desde el original el 16 de diciembre de 2013 . Consultado el 30 de septiembre de 2011 .
"autizmusesmuveszet.blogspot.com" . autizmusesmuveszet.blogspot.com. 29 de febrero de 2004 . Consultado el 1 de marzo de 2014 .
"Seth F. Henriett, fiatal alkotómûvész kiállítása | Bródy Sándor Megyei és Városi Könyvtár" . Brody.iif.hu. 25 de agosto de 2011 . Consultado el 1 de marzo de 2014 .
```

"Seth F. Henriett (Fajcsák Henrietta) - sala conmemorativa de autismo infantil y síndrome savant" . Youtube. 16 de febrero de 2012 . Consultado el 1 de marzo de 2014 .
```
"Egy autista ember bőrében - RTL Klub" . Rtlklub.hu. 13 de julio de 2010 . Consultado el 1 de marzo de 2014 .
[1] Archivado el 8 de julio de 2010 en la máquina Wayback
```

"Nemsenkilény" . PORT.hu . Consultado el 1 de marzo de 2014 .
"artes en la diferencia" . Aid.jpm.hu. 12 de septiembre de 2010. Archivado desde el original el 3 de marzo de 2016 . Consultado el 1 de marzo de 2014 .
"Copia archivada" . Archivado desde el original el 2 de mayo de 2012 . Consultado el 26 de noviembre de 2011 .
```
http://blog.xfree.hu/myblog.tvn?SID=&pid=68237&n=majek&blog_cim=Lehet,%20hogy%20én%20te
```

"Léleksimogató: Seth F. Henriett" . Versvalogatas.blogspot.com. 27 de febrero de 2004 . Consultado el 1 de marzo de 2014 .
```
szuzi. "Szuzi: Seth F. Henriett Autizmussal önmagamba zárva" . Szuzii.blogspot.com . Consultado el 1 de marzo de 2014 .

https://web.archive.org/web/20120426002447/http://mama67.freeblog.hu/archives/2008/11/05/Ott_a_tavolban/#e3511067
 Archivado el 26 de abril de 2012 en Wayback Machine
www.tvn.hu (4 de diciembre de 2010). "Hangtalanul - Seth, - taltos1 Blogja - 04/12/2010 22:22" . Blog.xfree.hu . Consultado el 1 de marzo de 2014 .
```

"Copia archivada" . Archivado desde el original el 26 de abril de 2012 . Consultado el 21 de noviembre de 2011 .
"Copia archivada" . Archivado desde el original el 14 de julio de 2012 . Consultado el 21 de noviembre de 2011 .
```
Redchilli. "Merci" . Mercus.blogol.hu. Archivado desde el original el 10 de noviembre de 2013 . Consultado el 1 de marzo de 2014 .
```

"FAOSZ- Magyar Irok Nemzetkozi Szovetsege" . Paloc.index.hu. Archivado desde el original el 21 de abril de 2001 . Consultado el 1 de marzo de 2014 .
"Copia archivada" . Archivado desde el original el 28 de enero de 2007 . Consultado el 11 de noviembre de 2006 .
```
[2] Archivado el 8 de marzo de 2005 en la máquina Wayback

https://web.archive.org/web/20110721112633/http://scifipedia.scifi.hu/?p=197

Juhász György (21 de octubre de 2013). "Solaria Magazin - Kiadványok - ScienceFiction.hu" . Solaria.hu. Archivado desde el original el 13 de mayo de 2012 . Consultado el 1 de marzo de 2014 .
```

"Copia archivada" . Archivado desde el original el 22 de junio de 2007 . Consultado el 27 de febrero de 2008 .
"Autisták Országos Szövetsége" . Esoember.hu . Consultado el 1 de marzo de 2014 .
"Autisták Országos Szövetsége" . Esoember.hu . Consultado el 1 de marzo de 2014 .
"Autisták Országos Szövetsége" . Esoember.hu . Consultado el 1 de marzo de 2014 .
```
"Seth F. Henriett (Fajcsák Henrietta) - Esőlány - A Szólás Szabadsága - 2005 de Seth F. Henriett en Vimeo" . Player.vimeo.com . Consultado el 1 de marzo de 2014 .
"Friderikusz Sándor" . PORT.hu . Consultado el 1 de marzo de 2014 .
```

"Copia archivada" . Archivado desde el original el 21 de julio de 2011 . Consultado el 12 de diciembre de 2010 .
```
Trafó Kortárs Művészetek Háza. "Orlai Produkció: Nemsenkilény / Trafó" . Trafo.hu . Consultado el 1 de marzo de 2014 .
```

"Orlai Produkció: Nemsenkilény - Monológ nemmindegyembereknek" . Youtube. 10 de diciembre de 2010 . Consultado el 1 de marzo de 2014 .
```
[3] Archivado el 17 de julio de 2011 en la máquina Wayback
[4] Archivado el 21 de julio de 2011 en la máquina Wayback
```

" " Együtt másokért "- Fogyatékosok világnapja gála" . Vorosmartyszinhaz.hu. Archivado desde el original el 5 de marzo de 2014 . Consultado el 1 de marzo de 2014 .
"Egriszín: NEMSENKILÉNY - Börcsök Enikő a Gárdonyi Géza Színházban" . Egriszin.hu. 2 de diciembre de 2010 . Consultado el 1 de marzo de 2014 .
"Nemsenkilény" . Radnotiszinhaz.hu. Archivado desde el original el 5 de marzo de 2014 . Consultado el 1 de marzo de 2014 .
"Hírsor - Ferencesek: 10 éve az autistákért" . Mindennapi.hu. 24 de octubre de 2011 . Consultado el 1 de marzo de 2014 .
"Autisták Országos Szövetsége" . Esoember.hu . Consultado el 1 de marzo de 2014 .
"TudomĂĄny- Megoszthatatlan belsĹ 'magĂĄny" . Elitmed.hu . Consultado el 1 de marzo de 2014 .
```
[5] Archivado el 25 de febrero de 2008 en la máquina Wayback
```